# Sucevița, Suceava
Sucevița (germană Suczawitza) este satul de reședință al comunei cu același nume din județul Suceava, Bucovina, România.
Satul Sucevița este o seculară așezare românească situată la poalele Obcinei Mari, la limita vestică a Depresiunii Rădăuți, a fost și este cunoscut în țară și nu numai datorită locuitorilor ei harnici și gospodari, dar și existenței aici a Mănăstirii Sucevița – ctitorie a Movileștilor. Prima mențiune documentară este legată tot de familia Movilă și de așezământul ridicat aici, și este din 6 august 1582. După cum spunea și cronicarul Miron Costin: „au murit Ieremia-Vodă în anul 7116 (1606). Rămasu-i-au pomană în țară, mănăstirea anume Sucevița, de dînsul făcută.” Existența Mănăstirii și-a pus amprenta, în întreaga istorie a satului asupra dezvoltării lui, mai ales din punct de vedere istoric, cultural și în actualitate, turistic. Aspectul care trebuie relevat este acela că aici, în permanență, au venit și vin vizitatori atrași deopotrivă de existența monumentului istoric(una din cele cinci ,,perle’’ ale Bucovinei), dar și de inegalabilul peisaj geografic. 
Culmile domoale, de 400-1000 metri, ale Obcinii Mari acoperite cu o vegetație arboricolă predominant formată din conifere dau zonei un farmec aparte, de liniște și deconectare, susținute de un aer curat, ozonat, atractiv care ,,cheamă’’ la plimbare și relaxare.
Natura a fost darnică și cu o rețea hidrografică relativ bogată. Pârâiașele cu apă limpede, de pe toți versanții, sunt colectați de Pârâul Sucevița care străbate satul de la vest la est continuându-și apoi cursul în comuna Marginea, Volovăț, prin marginea Municipiului Rădăuți și apoi se varsă în Râul Suceava.
Sucevița este un sat de munte, răsfirat, așezat de-a lungul Drumului Național 17 A care leagă municipiile Rădăuți de Câmpulung Moldovenesc. Distanțele relativ mici, pentru epoca modernă, 20 km. până la Rădăuți, 57 km. până la Câmpulung Moldovenesc și 60 km până la Suceava, fac posibilă o legătură facilă pentru toți cei care vin și doresc să viziteze Sucevița. Locuitorii comunei, pe structuri economice sunt: agricultori, pensionari, muncitori în domeniul exploatării și prelucrării lemnului și, mai nou, lucrători în domeniul turismului. În ultimii ani ca urmare a afluenței de turiști români și străini s-a mărit numărul locuitorilor care se ocupă cu turismul și agroturismul. În sat sunt un număr mare de pensiuni agroturistice și hoteluri cu o capacitate totală de cazare de peste 1000 de locuri.
Afluența mare de vizitatori ai Mănăstirii Sucevița și a împrejurimilor ridică o serie de probleme pentru localitate dar și pentru comunitate. Una dintre acestea este păstrarea frumuseților naturale în condiții optime prin asigurarea unei dezvoltări economice controlate și responsabile, contribuția comunității locale la conservarea și îmbunătățirea mediului ambient fiind datoria față de cei care ne vor urma.
Pornind de la moștenirea culturală locală și valorificând tradițiile locale în contextul dezvoltării actuale a comunei, s-au constituit și pregătit formații artistice de amatori la nivel de comună: ansamblul „Cetina” al Școlii cu clasele I - VIII „Dimitrie Vatamaniuc”, Sucevița și grupul folcloric „Flori de munte” al Căminului Cultural Sucevița.
Manifestările locale devenite tradiționale „Zilele Culturii Sucevițene”, „Târgul de Turism”, „Festivalul Fructelor de Pădure”, „Festivalul de Toacă”, „Balul Gospodarilor” și „Festivalul Obiceiurilor de Iarnă” sunt tot atâtea prilejuri de afirmare a talentelor locale și de creștere a coeziunii sociale locale. Concomitent s-a inițiat un veritabil program de revenire a tradiției portului popular local prin „Balul Gospodarilor” și susținerea meșterilor care lucrează obiecte de îmbrăcăminte populară, precum și alte produse de artizanat, îmbogățirea colecției etnografice aflată în incinta Școlii Generale din comună. 

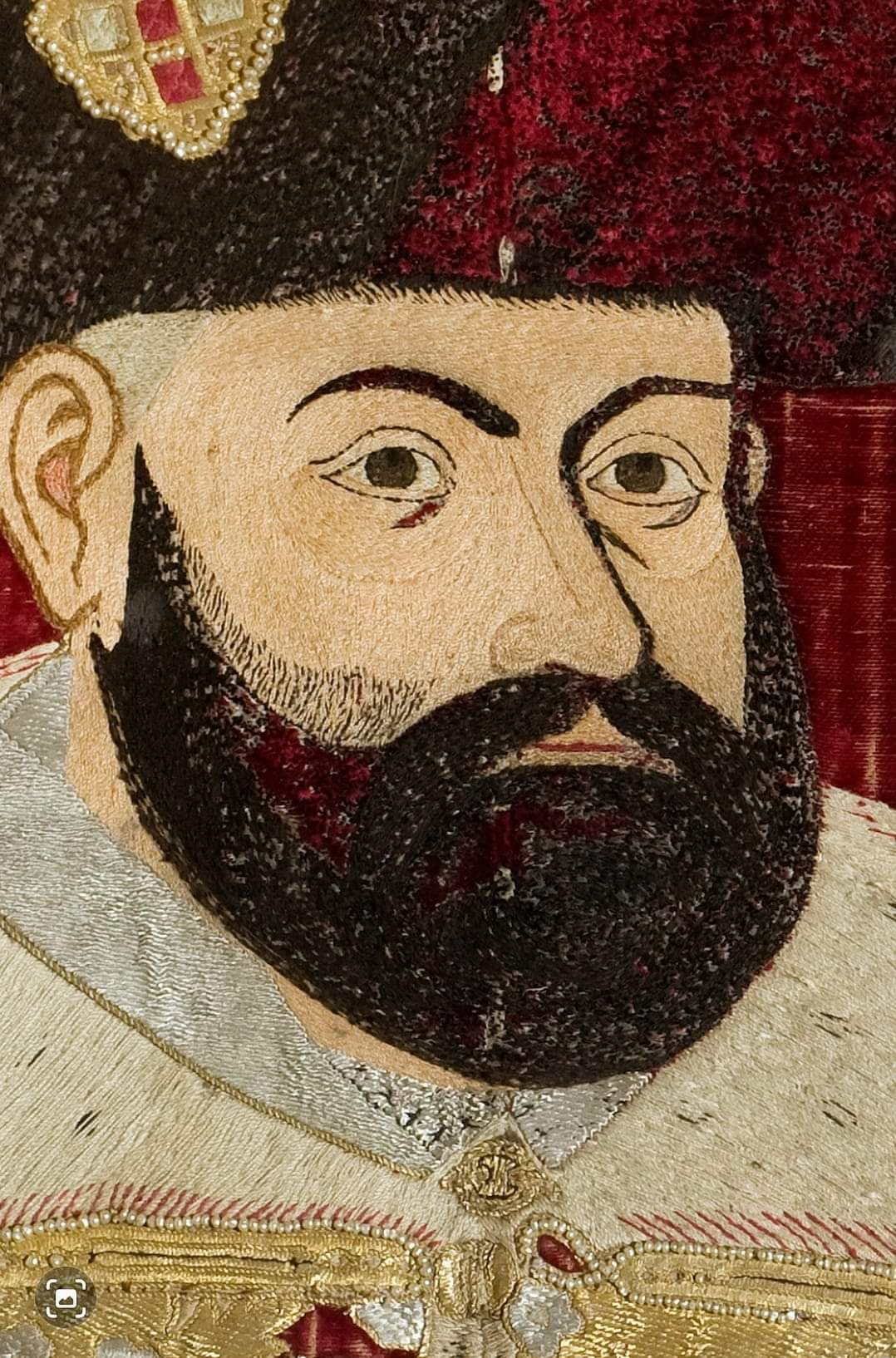
Ieremia Movilă - broderie (detaliu)

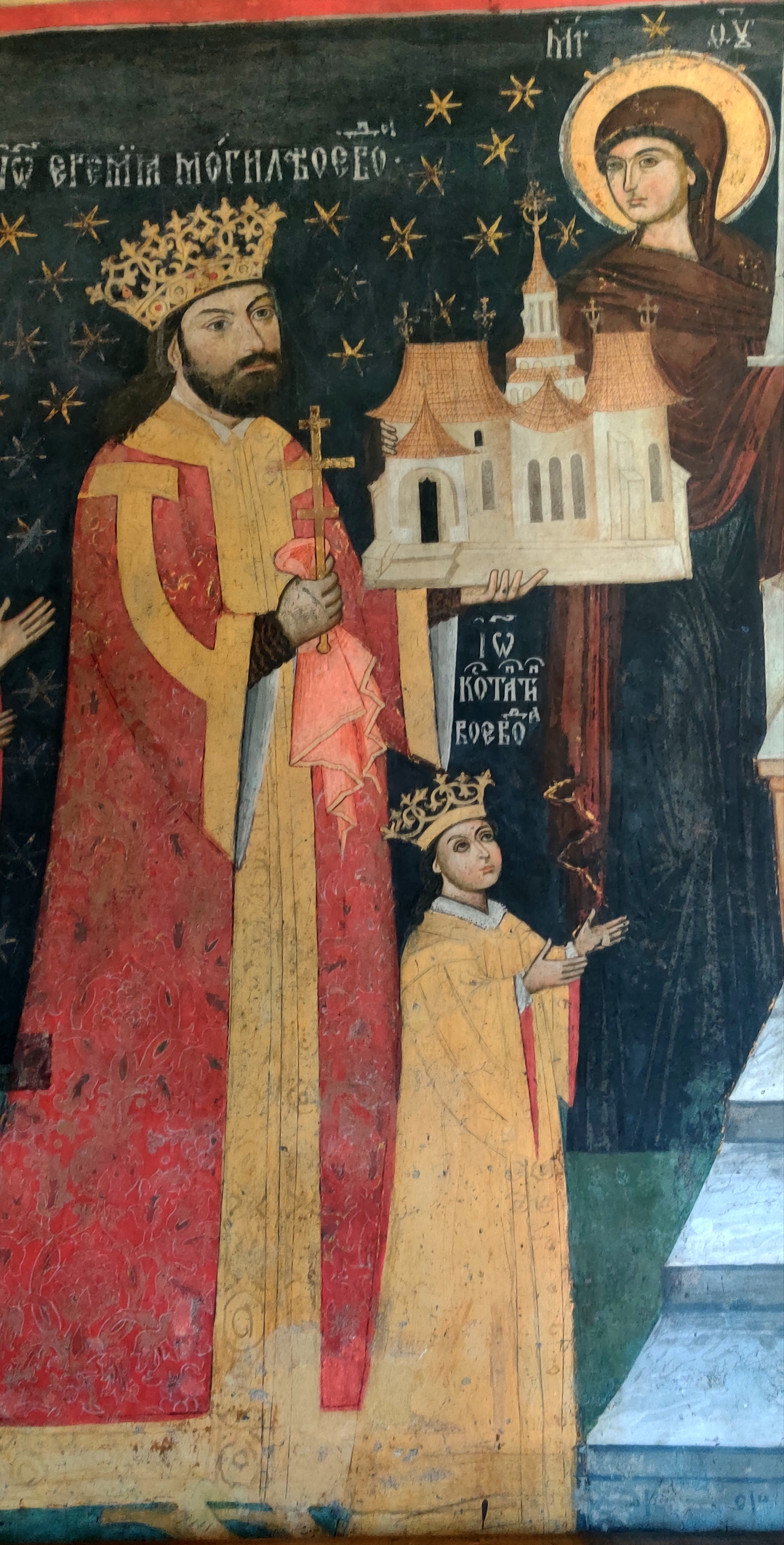
Ieremia Movilă - tablou votiv, mănăstirea Sucevița

Formațiile de amatori ale comunei au participat și la diferite manifestări la nivel județean precum și la programe artistice susținute în cadrul pensiunilor turistice. Pentru viitor ne propunem o mai mare diversificare a genurilor existente în programele artistice, valorificarea creației populare locale autentice în cadrul manifestărilor artistice, în vederea cunoașterii moștenirii culturale și a afirmării tinerelor talente locale.